# Hansjörg Geiger
Hansjörg Geiger (* 1. November 1942 in Brünn, Mähren) ist ein ehemaliger deutscher Beamter und Jurist. Von 1995 bis 1996 war er Präsident des Bundesamtes für Verfassungsschutz, anschließend bis 1998 Präsident des Bundesnachrichtendienstes und danach bis 2005 beamteter Staatssekretär im Bundesministerium der Justiz.

## Leben
Geiger stammt aus einer k. u. k-Beamtenfamilie. 1946 übersiedelten die Eltern ins Allgäu. Geiger besuchte die Volksschule in Mittelberg, die Oberrealschule in Kempten und das Humanistische Gymnasium in Ottobeuren. Nach dem Abitur am Humanistischen Gymnasium in Kempten 1962 und dem Wehrdienst studierte Geiger ab 1964 Rechtswissenschaften in Hamburg und München. Ab 1968 arbeitete Geiger bei Siemens als freier Wissenschaftler in der elektronischen Datenverarbeitung. Im Januar 1969 bestand er das erste juristische Staatsexamen und wurde 1971 an der Ludwig-Maximilians-Universität mit einer Arbeit zum Thema Zur verfassungsrechtlichen Problematik des Einflusses der politischen Parteien auf oberste Bundesorgane bei Peter Lerche promoviert.
Ab 1972 arbeitete er in der Datenverarbeitung der Bayerischen Staatskanzlei, 1974 wurde er Staatsanwalt und 1975 Richter am Amtsgericht München. Weiter war er ab 1977 Referent im Bayerischen Staatsministerium der Justiz tätig und ab 1980 als Referatsleiter beim Bayerischen Landesbeauftragten für den Datenschutz. Nach der Deutschen Wiedervereinigung wurde er 1990 Direktor beim Bundesbeauftragten für die Unterlagen des Staatssicherheitsdienstes der ehemaligen DDR. Am 1. August 1995 wurde er Präsident des Bundesamts für Verfassungsschutz, am 15. Mai 1996 Präsident des Bundesnachrichtendienstes. Am 30. Oktober 1998 wurde er beamteter Staatssekretär im Bundesministerium der Justiz. In dieser Funktion war er 2002 daran beteiligt, das Verfahren gegen einen syrischen Spion zu stoppen. Im Oktober 2005 wurde er dann wegen der Regierungsneubildung in den einstweiligen Ruhestand versetzt.
Seit dem 12. Dezember 2003 lehrt er an der Johann Wolfgang Goethe-Universität in Frankfurt am Main als Honorarprofessor Verfassungsrecht, Europäisches Recht sowie Internationales Recht.
Geiger ist Vorstandsmitglied der Alexandra-Lang-Stiftung für Patientenrechte.
Geiger erstattete der ersten Enquete-Kommission zur Aufarbeitung von Geschichte und Folgen der SED-Diktatur (1992 bis 1994) Bericht über die Rolle des Sportes in der DDR und die Verstrickungen mit dem Ministerium für Staatssicherheit. Auf der Grundlage dieses Berichtes erschien die BStU-Dokumentation „MfS und Leistungssport. Ein Recherchebericht“.
Seit 2012 ist er ehrenamtlich als Vorsitzender für das Unabhängige Gremium zur Klärung von Stasi-Fragen des Deutschen Olympischen Sportbundes tätig. Er trat damit die Nachfolge von Joachim Gauck an, der dem ehrenamtlichen Gremium seit 2007 vorgesessen hatte und mit dem Amtsantritt als Bundespräsident ausgeschieden war. Des Weiteren ist er stellvertretender Vorsitzender des Beirates des Gesprächskreises Nachrichtendienste in Deutschland.

## Ehrenamtliches Engagement
Hansjörg Geiger ist Mitglied im Vorstand der Vereinigung Gegen Vergessen – Für Demokratie.

## Ehrungen
- 2012: Verdienstkreuz 1. Klasse der Bundesrepublik Deutschland

## Schriften
- Zur verfassungsrechtlichen Problematik des Einflusses der politischen Parteien auf oberste Bundesorgane. (München, Univ., Diss., 1971).